# Redmarley D'Abitot
Redmarley D'Abitot – wieś w Anglii, w hrabstwie Gloucestershire, w dystrykcie Forest of Dean. Leży 15 km na północny zachód od miasta Gloucester i 163 km na zachód od Londynu. W 2001 miejscowość liczyła 705 mieszkańców.